# هاوس تن بوس (پارک موضوعی)
هاوس تن بوس (به ژاپنی: ハウステンボス, Hausu Ten Bosu)، یک شهربازی در ساسه‌بو، ناگاساکی، در استان ناگاساکی در ژاپن است که هلند را با نمایش کپی‌هایی در اندازه واقعی از ساختمان‌های قدیمی هلندی بازسازی می‌کند. نام "Huis Ten Bosch" به انگلیسی به عنوان "خانه در جنگل / جنگل" ترجمه می‌شود. این نام از Huis ten Bosch در لاهه، یکی از سه اقامتگاه رسمی خانواده سلطنتی هلند گرفته شده است. این پارک دارای بسیاری از ساختمان‌های هلندی مانند هتل‌ها، ویلاها، تئاترها، موزه‌ها، فروشگاه‌ها و رستوران‌ها، کانال‌ها، آسیاب‌های بادی، وسایل تفریحی و پارکی است که گل‌های فصلی کاشته شده است.